# 潘静安
潘静安（1916年10月15日—2000年7月17日），又名潘桢干、潘柱、潘静庵，广东番禺人，中国共产党在港的资深领导者。第五、六、七、八届全国政协委员。

## 生平
生于香港。1938年廖承志开办八路军驻香港办事处，潘静安任机要秘书。珍珠港事件后，中央指示营救困在香港的各界文化人，由刘少文领导，潘静安负责。1942年4月刘少文离港，营救工作由潘静安独立承担。
1945年10月，中共在香港成立中国共产党港九工作委员会（中共港九工委），书记冯粲，委员黄施民、潘柱、李沛群等。
中国银行常务董事、1958年9月任中国银行驻香港总稽核室副总稽核。
1982年调入北京退居二线，任全国政协文史资料委员会副主任。

## 家庭
父潘健康，在港岛荷里活路开设“健康学校”的私塾。

## 轶事
擅长书法篆刻，“宝生银行”、“南洋商业银行”的名牌都是其题写。